# Unión Deportiva Melilla
Maillots
Actualités
L'Unión Deportiva Melilla est un club espagnol de football basé à Melilla.

## Historique
| \| Melilla \| Emplacement de Melilla, en Espagne. |
| Melilla                                           |

L'UD Melilla est fondé le 6 février 1943, par fusion du Melilla FC et de l'Español y Juventud Deportiva . Sa première compétition est une coupe entre équipes espagnoles et du Protectorat espagnol au Maroc. Cette compétition est d'ailleurs gagnée par l'UD Melilla. La saison 1943-1944 est un succès, et l'UD Melilla est couronnée champion du Protectorat Espagnol, l'équipe participe ensuite à la quatrième division espagnole. 
Avec l'arrivée de Gaspar Rubio, coach mexicain et ex-joueur du Real Madrid, de l'Atlético de Madrid et du Valence CF, des joueurs non mélilliens arrivent. Le 25 septembre 1945, le stade Álvarez Claro est inauguré.
Lors de la saison 1949-1950, l'équipe obtient la promotion en seconde division. La saison suivante, le 25 janvier 1951, l'autocar où voyage l'équipe est victime d'un accident à Loja (un village de Grenade). Deux joueurs et le masseur décèdent. La saison suivante, l'équipe disparaissait.

Logo de l'UD Melilla (1943-1956)

En 1976, le club est refondé. La saison 1998-1999, avec Juan Ramón López Caro (qui deviendra sélectionneur de l'équipe d'Arabie saoudite) remporte son championnat, mais ne monte pas en seconde division (c'est l'Elche CF qui décroche la promotion).
Aujourd'hui, le club évolue en troisième division. Il est le septième club ayant disputé le plus de saisons dans ce championnat.